# Manuel Gonzales
Manuel Gonzales (3 mars 1913 - 31 mars 1993, Los Angeles, Californie) est un dessinateur de bande dessinée de nationalité espagnole.

## Biographie
Il entre aux studio Disney en 1938 comme artiste dans le service publicité et bandes dessinées, et dessine et encre les planches hebdomadaires du comic strip Mickey Mouse du milieu des années 1940 jusqu'à sa retraite en 1981,.